# Fàbrica de Ciment (Ribera d'Ondara)
La Fàbrica de Ciment és una obra del poble de Sant Antolí i Vilanova, al municipi de Ribera d'Ondara (Segarra) inclosa a l'Inventari del Patrimoni Arquitectònic de Catalunya.

## Descripció
Part de l'edifici de l'antiga fàbrica de ciment que conserva l'estructura dels forns, però que amb el pas del temps, s'ha malmès la seva xemeneia, així com la resta de dependències vinculades a aquest establiment industrial. Aquesta construcció està situada vora un camí en direcció a Talavera, adossat a un mur de conreu i aïllada de qualsevol edifici. A la part baixa de la seva façana principal hi ha dues obertures d'arc rebaixat que donen accés a l'interior dels forns de l'edifici i que són obrades amb maó. Aquestes s'integren a la façana principal mitjançant un mur paredat.

## Història
Aquesta edificació és fruit d'un procés de reconversió de la indústria de la farinera, a partir dels molins de farina, a la fàbrica de ciment.